# Ernst-August Kranz
Ernst-August Kranz (* 6. August 1919 in Krainhagen; † 26. Dezember 2003) war ein niedersächsischer Politiker (SPD) und Mitglied des Niedersächsischen Landtages.

## Ausbildung und Beruf
Kranz besuchte die Volksschule, erlernte das Schmiedehandwerk und arbeitete anschließend in einem Karosseriebauunternehmen. Zwischen März 1940 und 1945 leistete er im Zweiten Weltkrieg Kriegsdienst, nach kurzer amerikanischer Kriegsgefangenschaft kehrte er im Juni 1945 nach Krainhagen zurück. Nach seiner Rückkehr war er bis 1962 als Heizungsmonteur tätig, danach freier Mitarbeiter eines öffentlichen Versicherungsunternehmens in Niedersachsen.

## Öffentliche Ämter
Noch 1945 war er Mitbegründer des SV 45 e.V. Krainhagen-Röhrkasten, dem er 40 Jahre als erster Vorsitzender vorstand. Von 1952 bis zur Gemeindereform 1974 war er Bürgermeister und Gemeindedirektor der Gemeinde Krainhagen. Von 1974 bis 1996 war er Ortsbürgermeister der Ortschaft Krainhagen.
Kranz trat 1963 in die SPD ein, von 1968 bis 1983 war er Mitglied des Unterbezirksvorstandes. Zugleich war er Vorsitzender des SPD-Ortsvereins Krainhagen. Er war zudem Mitglied mehrerer Zweckverbände.
Von 1964 bis 1974 war er Mitglied des Kreistags des Landkreises Grafschaft Schaumburg. Hier war er stellvertretender Vorsitzender der SPD-Kreistagsfraktion sowie Vorsitzender in verschiedenen Kreistagsausschüssen seit 1968. Von 1975 bis 1977 war er Landrat des ehemaligen Landkreises Grafschaft Schaumburg, danach, von 1977 bis 1981, Landrat des neugegründeten Landkreis Schaumburg, anschließend stellvertretender Landrat. Er war zudem Vorsitzender der Kreisabteilung Grafschaft Schaumburg im Niedersächsischen Gemeindetag.
Kranz wurde in der siebten Wahlperiode zum Mitglied des Niedersächsischen Landtages vom 21. Juni 1970 bis 20. Juni 1974 gewählt.
Ernst-August Kranz übte eine Reihe weiterer Ämter aus. Er war u. a. Gründungsmitglied des Arbeitskreises für Dorfgeschichte und Heimatkunde in Krainhagen. Die Gründung der Deutsch-Amerikanischen Gesellschaft, die dem kontinuierlichen Austausch mit Schaumburg (Illinois) dienen sollte, geht auf seine Initiative zurück. Er war langjähriger Vorsitzender der Gesellschaft.

## Ehrung
Im Jahr 2019 beschloss der Ortsrat Krainhagen die bisherige Straße „Am Freizeitzentrum“ in „Ernst-August-Kranz-Straße“ umzubenennen. Anlass war der 100. Geburtstag von Ernst-August Kranz. Am 1. November 2020 wurde die Umbenennung in Anwesenheit seiner Nachfahren vorgenommen.